# Canthochilum tureyra
Canthochilum tureyra är en skalbaggsart som beskrevs av Fernando de Zayas och Matthews 1966. Canthochilum tureyra ingår i släktet Canthochilum och familjen bladhorningar. Inga underarter finns listade.